# Hidrolândia (kommun i Brasilien, Goiás, lat -17,02, long -49,25)
Hidrolândia är en kommun i Brasilien.   Den ligger i delstaten Goiás, i den sydöstra delen av landet, 200 km sydväst om huvudstaden Brasília. Antalet invånare är 17 398.
Följande samhällen finns i Hidrolândia:
- Hidrolândia

Omgivningarna runt Hidrolândia är huvudsakligen savann. Runt Hidrolândia är det glesbefolkat, med 15 invånare per kvadratkilometer.